# Призвание
Призвание (от латинского «vocatio» — призыв, вызов) — это внутреннее влечение к какому-нибудь делу, какой-нибудь профессии (при обладании или при убеждении в обладании нужными для того способностями). Хотя в настоящее время этот термин часто используется в нерелигиозных контекстах, значение этого термина возникло в христианстве.

## Призвание в религиозном смысле
Использование слова «призвание» до шестнадцатого века относилось, во-первых, к «призыву» Бога к отдельному человеку или призыву ко всему человечеству к спасению, особенно в Вульгате, и, более конкретно, к призванию в священство, или к религиозной жизни, что до сих пор является обычным смыслом этого термина в римском католицизме. Католичество признает брак, религиозную жизнь и посвящение тремя видами призвания.
Мартин Лютер, а затем Кальвин уделяли особое внимание видам призвания и посвящению, как потенциально включающему большинство светских занятий.
Кальвинизм развивал сложные представления о разных видах призваний первого типа, связанных с понятиями предопределения, непреодолимой благодати и избранности, вводя термины vocatio universalis, vocatio specialis, распространяемые на избранных, а также выделяя сложные различия между внутренним и внешним призваниями, а также типами призваний «vocatio efficax» и «inefficax».

## Призвание в секулярном смысле
В современном русском языке слово призвание обозначает профессиональные склонность, внутреннее влечение или предрасположение, а как нюанс этого же значения выступает смысловой оттенок предназначения, цели жизни или деятельности. С середины XIX в. — в период пересмотра романтической терминологии и фразеологии — слово призвание приобретает привкус риторической экспрессии, книжной парадности, приподнятости, ложного пафоса.